# Supercopa de Alemania 2020
La DFL Supercup 2020 fue la undécima edición de la Supercopa de Alemania. El partido se jugó el 30 de septiembre de 2020, donde enfrentó al Bayern Múnich, campeón de la Bundesliga 2019-20, contra el subcampeón de la Bundesliga 2019-20, el Borussia Dortmund. El partido generalmente se disputa en julio o agosto antes del comienzo de la Bundesliga. Sin embargo, debido al aplazamiento de la 1. Bundesliga 2019-20 como resultado de la pandemia de COVID-19, el inicio de la temporada 2020-21 se retrasó hasta septiembre de 2020.

## Equipos participantes
| Bayern de Múnich  |  |  |  | Campeón de la 1. Bundesliga 2019-20    |
| Borussia Dortmund |  |  |  | Subcampeón de la 1. Bundesliga 2019-20 |

## Partido
El horario corresponde al huso horario de Alemania (Hora central europea): UTC+2 en horario de verano (CEST).
| 30 de septiembre de 2020, 20:30 | Bayern Múnich                          | 3:2 (2:1)                     | Borussia Dortmund        | Allianz Arena, Múnich                                    |                                                          |
|                                 | Tolisso 18' · Müller 32' · Kimmich 82' | DFB Reporte Soccerway Reporte | Brandt 39' · Haaland 55' | Asistencia: 0 espectadores Árbitro(s): Bibiana Steinhaus | Asistencia: 0 espectadores Árbitro(s): Bibiana Steinhaus |

| 1          | Guardameta     | Manuel Neuer       |     |
| 4          | Defensa        | Niklas Süle        |     |
| 21         | Defensa        | Lucas Hernández    |     |
| 5          | Defensa        | Benjamin Pavard    | 76' |
| 19         | Defensa        | Alphonso Davies    |     |
| 8          | Centrocampista | Javi Martínez      | 84' |
| 24         | Centrocampista | Corentin Tolisso   |     |
| 29         | Centrocampista | Kingsley Coman     | 54' |
| 6          | Centrocampista | Joshua Kimmich     |     |
| 25         | Delantero      | Thomas Müller      |     |
| 9          | Delantero      | Robert Lewandowski | 83' |
| Entrenador | Entrenador     | Hans-Dieter Flick  |     |

| 35         | Guardameta     | Marwin Hitz    |     |
| 15         | Defensa        | Mats Hummels   | 76' |
| 16         | Defensa        | Manuel Akanji  |     |
| 24         | Defensa        | Thomas Meunier | 67' |
| 6          | Centrocampista | Thomas Delaney |     |
| 8          | Centrocampista | Mahmoud Dahoud |     |
| 23         | Centrocampista | Emre Can       |     |
| 30         | Centrocampista | Felix Passlack |     |
| 19         | Centrocampista | Julian Brandt  | 76' |
| 11         | Delantero      | Marco Reus     | 72' |
| 9          | Delantero      | Erling Haaland | 68' |
| Entrenador | Entrenador     | Lucien Favre   |     |

| 7  | Centrocampista | Serge Gnabry   | 54' |
| 41 | Defensa        | Chris Richards | 76' |
| 14 | Delantero      | Joshua Zirkzee | 83' |
| 42 | Centrocampista | Jamal Musiala  | 84' |

| 14 | Defensa        | Nico Schulz     | 67' |
| 20 | Centrocampista | Reinier         | 68' |
| 32 | Centrocampista | Giovanni Reyna  | 72' |
| 22 | Centrocampista | Jude Bellingham | 76' |
| 26 | Defensa        | Łukasz Piszczek | 76' |

| Anotado | 18' | Corentin Tolisso | 1−0 |
| Anotado | 32' | Thomas Müller    | 2−0 |
| Anotado | 82' | Joshua Kimmich   | 3−2 |

| Anotado | 39' | Julian Brandt  | 2−1 |
| Anotado | 55' | Erling Haaland | 2−2 |

| Amonestado | 66' | Lucas Hernández |

| Árbitro             | Bibiana Steinhaus |
| Árbitros asistentes | Marcel Unger      |
| Árbitros asistentes | Thomas Stein      |
| Cuarto Árbitro      | Harm Osmers       |
| Adicionales VAR     | Sascha Stegemann  |
| Adicionales VAR     | Frederick Assmuth |

| 1          | Guardameta     | Manuel Neuer       |     |
| 4          | Defensa        | Niklas Süle        |     |
| 21         | Defensa        | Lucas Hernández    |     |
| 5          | Defensa        | Benjamin Pavard    | 76' |
| 19         | Defensa        | Alphonso Davies    |     |
| 8          | Centrocampista | Javi Martínez      | 84' |
| 24         | Centrocampista | Corentin Tolisso   |     |
| 29         | Centrocampista | Kingsley Coman     | 54' |
| 6          | Centrocampista | Joshua Kimmich     |     |
| 25         | Delantero      | Thomas Müller      |     |
| 9          | Delantero      | Robert Lewandowski | 83' |
| Entrenador | Entrenador     | Hans-Dieter Flick  |     |

| 35         | Guardameta     | Marwin Hitz    |     |
| 15         | Defensa        | Mats Hummels   | 76' |
| 16         | Defensa        | Manuel Akanji  |     |
| 24         | Defensa        | Thomas Meunier | 67' |
| 6          | Centrocampista | Thomas Delaney |     |
| 8          | Centrocampista | Mahmoud Dahoud |     |
| 23         | Centrocampista | Emre Can       |     |
| 30         | Centrocampista | Felix Passlack |     |
| 19         | Centrocampista | Julian Brandt  | 76' |
| 11         | Delantero      | Marco Reus     | 72' |
| 9          | Delantero      | Erling Haaland | 68' |
| Entrenador | Entrenador     | Lucien Favre   |     |

| 7  | Centrocampista | Serge Gnabry   | 54' |
| 41 | Defensa        | Chris Richards | 76' |
| 14 | Delantero      | Joshua Zirkzee | 83' |
| 42 | Centrocampista | Jamal Musiala  | 84' |

| 14 | Defensa        | Nico Schulz     | 67' |
| 20 | Centrocampista | Reinier         | 68' |
| 32 | Centrocampista | Giovanni Reyna  | 72' |
| 22 | Centrocampista | Jude Bellingham | 76' |
| 26 | Defensa        | Łukasz Piszczek | 76' |

| Anotado | 18' | Corentin Tolisso | 1−0 |
| Anotado | 32' | Thomas Müller    | 2−0 |
| Anotado | 82' | Joshua Kimmich   | 3−2 |

| Anotado | 39' | Julian Brandt  | 2−1 |
| Anotado | 55' | Erling Haaland | 2−2 |

| Amonestado | 66' | Lucas Hernández |

| Árbitro             | Bibiana Steinhaus |
| Árbitros asistentes | Marcel Unger      |
| Árbitros asistentes | Thomas Stein      |
| Cuarto Árbitro      | Harm Osmers       |
| Adicionales VAR     | Sascha Stegemann  |
| Adicionales VAR     | Frederick Assmuth |

|                                     |
| Bandera del Estado Libre de Baviera |
| Campeón Bayern Múnich 8.º título    |